# Bartolomeus
Bartolomeus eller Bartholomeus är ett mansnamn, som hör till de allra ovanligaste namnen, men som ändå har en plats i almanackan som en ursprunglig helgondag. Namnet är en grekisk-latinsk form av ett bibliskt namn med betydelsen "Talmajs son" på arameiska och är inte besläktat med de liknande namnen Bert och Bertil som är av germanskt ursprung. 
Den 31 december 2009 fanns det 66 män i Sverige vid namn Bartolomeus/Bartholomeus, varav 8 med det som tilltalsnamn/förstanamn. . Detta gör det till det ovanligaste namnet i almanackan. De senaste åren har enstaka personer fått namnet, men endast som andranamn.
Namnsdag: 24 augusti. 
Bartolomeus var en av Jesu lärjungar (i Bibel 2000 skrivs hans namn Bartolomaios efter den antika grekiska formen). Datumet var svensk helgdag, Bartolomeusdagen, fram till 1772 och kallades förr Barsmäss, vilket räknades som början på hösten med dess lantliga göromål.

## Personer med namnet Bartolomeus
- Aposteln Bartolomeus
- Bartholomeus I av Konstantinopel, patriark av Konstantinopel
- Bartholomeus Breenbergh, holländsk konstnär
- Bartholomeus Bruyn den äldre, tysk målare
- Bartolomeo Columbus, italiensk upptäckare, bror till Christofer Columbus
- Bartholomæus Deichman, dansk-norsk biskop
- Bartolomeu Dias, portugisisk upptäcktsresande
- Fra Bartolommeo, florentinsk renässansmålare
- Bartholomeus van der Helst, nederländsk porträttmålare
- Bartholomeus Maton, nederländsk konstnär
- Bartholomew Roberts, walesisk sjörövare
- Bartholomeus Spranger, flamländsk konstnär

## Fiktiva figurer med namnet Bartolomeus
- Bartholomew "Bart" Simpson